# Black Man
Black Man er en kortfilm fra 2008 instrueret af Kræsten Kusk.

## Handling
Jeg har bestemt mig for at optage, det jeg ser hernede. Jeg har besluttet mig for at dokumentere Danmarks ondskab, som folk her har oplevet i 300 år og som jeg har oplevet i 30 år - for jeg forstår, hvordan de har det. Denne film bliver skelsættende. Jens